# Tolosa (Filipinas)
Tolosa es un municipio de 5.ª clase ubicado en la provincia de Leyte, Filipinas. El municipio posee una población estimada de 14.539 habitantes según el último censo en el año 2000.

## Barangayes (distritos)
Tolosa está subdividido políticamente a su vez en 15 barangayes presentados a continuación:
- Burak
- Canmogsay
- Cantariwis
- Capangihan
- Doña Brigida
- Imelda
- Malbog
- Olot
- Opong
- Población
- Quilao
- San Roque
- San Vicente
- Tanghas
- Telégrafo

- Datos: Q213442
- Multimedia: Tolosa, Leyte / Q213442

1. ↑  Worldpostalcodes.org, código postal n.º 6503.